# Phare de Barbate
Le Phare de Barbate est un phare situé en bord de mer de la ville de Barbate dans la province de Cadix en Andalousie (Espagne).
Il est géré par l'autorité portuaire du port de la baie de Cadix.

## Histoire
Le phare de Barbate a été construit en 1980 sur un modèle standard du Ministère de Travaux publics et d'Urbanisme. Il est composé d'une tour cylindrique de 3 m de diamètre et de 18 m de haut soutenant le local technique octogonal et la lanterne au-dessus. Le phare est peint en blanc avec deux larges bandes horizontales rouges. Il est érigé juste en bord de mer du petit port balnéaire de Barbate à environ 8 km à l'est du phare de Trafalgar. Il a remplacé l'ancienne station de 1935 et détruite en 1992.
Identifiant : ARLHS : SPA-071 ; ES-20022 - Amirauté : D2408 - NGA : 4084 .

### Lien connexe
- Liste des phares d'Espagne